# Convento Bracarense

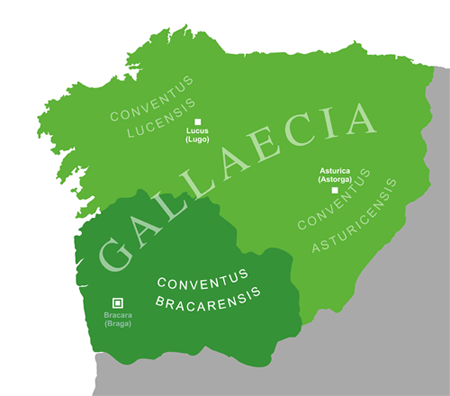
Mapa do Convento Bracarense

O Convento Bracarense (em latim: conventus bracarensis) foi uma entidade administrativa romana situada no noroeste da Península Ibérica. O seu nome deriva da sua capital, Bracara Augusta agora denominada Braga. Cidade mais importante do convento e que regia económica e administrativamente todo o território. Sabemos pela obra de Plínio, o Velho que o convento bracarense era dividido em 24 cividades (civitates) e ocupadas, entre outros povos, pelos brácaros, os Bíbalos, os celernos, os galaicos, os equesos, os límicos, e os quaquernos, num total de 285 mil pessoas livres, sendo o mais povoado do Noroeste peninsular.   Tinha como fronteira o curso do rio Douro ao sul, ao norte o rio Verdugo na parte meridional da actual província de Pontevedra, e o rio Sil, ambos marcavam a fronteira norte com o Convento Lucense.

### Tribos do convento bracarense

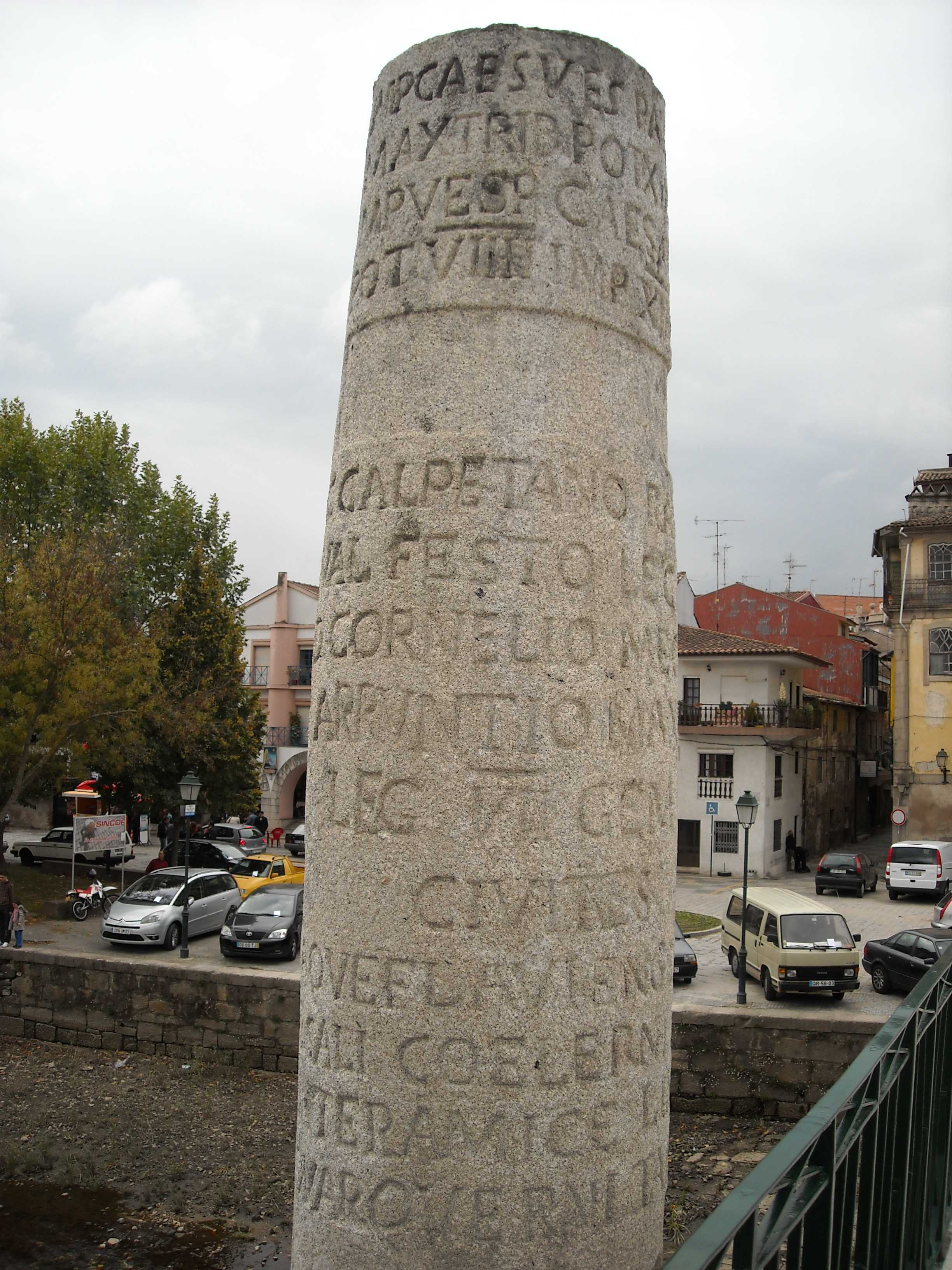
Cópia do Padrão dos Povos na Ponte de Trajano em Chaves

Lista de 21 tribos das 24 existentes segundo Plínio. 10 tribos figuram no Padrão dos Povos de Chaves: os aquaflavienses, os avobrigenses, os bíbalos, os celernos, os equesos, os interâmicos, os límicos, os ebisócios, os quaquernos e os tamaganos.
- Anfílocos ou talvez Ambíonos?
- Turodos ou Aquiflavienses de Chaves
- Avobrigenses
- Bíbalos:[1] da zona de Verim ou ao sul da serra do Larouco
- Brácaros:[1] de Braga
- Galaicos[1] do Porto
- Celernos:[1] de Castromao, Galiza ou nas Terras de Celanova, com capital en Celióbriga
- Equesos[1]
- Gróvios: de Tui
- Helenos: de Vigo
- Interâmicos: possivelmente situados em Trás-os-Montes
- Leunos
- Límicos:[1] nas terras do Lima, com capital em Fórum dos Límicos.
- Luancos
- Lubenos
- Nebísocos
- Narbasos
- Nemetatos
- Quaquernos:[1] com capital em Aquis Querquenis
- Seurbos
- Tamaganos: no vale do rio Tâmega